# Galdakao
Galdakao (spanisch Galdácano) ist eine Gemeinde an der Bizkaia im nordspanischen Baskenland. Galdakao gehört zum Ballungsraum von Bilbao und hat eine Einwohnerzahl von 24.774 Menschen (Stand: 2024) bei einer Fläche von 24,16 Quadratkilometern. 

## Geografie
Die Gemeinde liegt im Tal des Flusses Ibaizabal nahe mehrerer Erhebungen. Sie grenzt an Zamudio, Lezama und Larrabetzu im Norden, an Zaratamo und Zeberio im Süden, an Amorebieta-Etxano, Lemoa und Bedia im Osten und an Etxebarri und Basauri im Westen.

## Geschichte
Bereits im 14. Jahrhundert ist die Existenz der Siedlung belegt. Während des Spanischen Bürgerkriegs 1936 blieb Galdakao auf der Seite der republiktreuen Kräfte bis zum 15. Juni 1937, als es von der 1. Brigade Navarra besetzt wurde.

## Wirtschaft
Zu Beginn des 19. Jahrhunderts widmete sich der Großteil der Bevölkerung der Landwirtschaft und produzierte Weizen und Mais, Flachs, Bohnen und stellte Txakoli her. Aufgrund der Nähe zu Bilbao erfolgte ein wirtschaftlicher Aufschwung im 20. Jahrhundert.

## Persönlichkeiten
- Remigio Gandásegui y Gorrochátegui (1871–1937), römisch-katholischer Geistlicher, Erzbischof von Valladolid 1920–1937
- Igor Antón (* 1983), Radrennfahrer
- Aingeru Garay (* 1998), Skirennläufer
- Oier Ibarreche (* 2003), Boxer